# Corning, Ohio
Corning är en ort (village) i Perry County i Ohio. Vid 2010 års folkräkning hade Corning 583 invånare.